# Trichosanthes obtusa
Trichosanthes obtusa är en gurkväxtart som beskrevs av Lu Q.Huang. Trichosanthes obtusa ingår i släktet Trichosanthes och familjen gurkväxter. Inga underarter finns listade i Catalogue of Life.